# Диспетчер файлов
Диспетчер файлов (англ. File Manager, WINFILE.EXE) — стандартная программа Windows 3.x, простой однопанельный менеджер файлов. В Windows NT существовала отдельная версия диспетчера файлов, она была 32-битной и могла управлять доступом к файлам.
Диспетчер файлов не умел отображать особые иконки для каждого типа файлов. Иконками файлы делились на 4 типа: исполняемые (COM, EXE, BAT, PIF), ассоциированные с какой-либо программой, неассоциированные и скрытые.
Из-за неудобства и недостатка функций диспетчер файлов применялся мало, чаще использовали альтернативное ПО (в том числе для DOS). В Windows 95 диспетчер файлов был заменён проводником Windows, однако программа присутствовала в Windows вплоть до Windows 98.
В апреле 2018 года компания Майкрософт опубликовала исходный текст программы на условиях свободной лицензии MIT. При этом открытый вариант WinFile был перенесён для всех актуальных выпусков Windows, включая Windows 10. В качестве основы использован код из дерева исходных текстов Windows NT 4.0 по состоянию на ноябрь 2007 года. Данный код был адаптирован для сборки в Visual Studio, и добавлена возможность запуска на 64-разрядных ОС.